# No Way Out (2009)
No Way Out (2009) foi o 11º evento No Way Out em pay-per-view (PPV) de luta profissional produzido pela World Wrestling Entertainment (WWE). Foi realizado para lutadores das divisões de marca Raw, SmackDown e ECW da promoção. O evento aconteceu em 15 de fevereiro de 2009, na KeyArena em Seattle, Washington. Foi o último No Way Out realizado até junho de 2012, já que o slot de fevereiro do No Way Out foi substituído pelo Elimination Chamber em 2010.
Os principais eventos para as marcas Raw e SmackDown foram as partidas anuais da Elimination Chamber para seus respectivos campeonatos mundiais. O Cameonato da WWE foi disputado no evento principal do Smackdown com o campeão Edge defendendo contra Jeff Hardy, Triple H, The Undertaker, The Big Show e Vladimir Kozlov. Triple H saiu vitorioso ao eliminar Undertaker por último. No final da noite, o Campeonato Mundial dos Pesos Pesados estava em jogo no evento principal do Raw. A luta originalmente contaria com a defesa do campeão John Cena contra Kane, Rey Mysterio, Mike Knox, Chris Jericho e Kofi Kingston. No entanto, quando Kingston se dirigia para a estrutura, ele foi atacado por Edge e retirado da luta. Edge então assumiu o lugar de Kingston na luta e venceu ao eliminar Mysterio por último, resultando em dois campeonatos mundiais da WWE pertencentes a membros da marca SmackDown.
A única partida da marca ECW viu Jack Swagger defender seu Campeonato da ECW com sucesso contra Finlay. As lutas restantes no card foram todas da marca Raw e viram Randy Orton derrotar Shane McMahon em uma luta No Holds Barred assinada após Shane se vingar de Orton por um ataque a seu pai Vince McMahon, e Shawn Michaels derrotou John "Bradshaw" Layfield (JBL) em uma partida em que Michaels ganharia liberdade financeira da JBL se ganhasse, mas se tornaria um funcionário permanente da JBL se perdesse.

## Produção

### Introdução
No Way Out foi realizado pela primeira vez pela World Wrestling Entertainment (WWE) como o 20º In Your House pay-per-view (PPV) em fevereiro de 1998. Após a descontinuação da série In Your House, No Way Out voltou em fevereiro de 2000 como seu próprio evento PPV, estabelecendo-se assim como o PPV anual de fevereiro para uma promoção. O evento de 2009 foi o 11º evento na cronologia do No Way Out e foi realizado em 15 de fevereiro, na KeyArena em Seattle, Washington. Apresentamos lutadores das marca Raw, SmackDown e ECW.

### Rivalidades
No Way Out apresentou lutas profissionais que envolvem diferentes lutadores de feuds, enredos e histórias preexistentes que foram jogados nos programas de televisão primários da World Wrestling Entertainment's (WWE) Raw, Friday Night SmackDown e ECW em Sci Fi. Os lutadores eram retratados como vilões ou heróis enquanto seguiam uma série de eventos que aumentavam a tensão e culminavam em uma luta livre ou uma série de lutas. Todos os lutadores eram das marcas Raw, SmackDown e ECW da WWE - uma divisão de enredo na qual os funcionários da WWE são designados para um programa de televisão com o mesmo nome.
Foi anunciado no Royal Rumble de 2009 que duas lutas Elimination Chamber seriam realizadas, nas quais o Cameonato da WWE do SmackDown seria defendido em uma e o Campeonato Mundial dos Pesos Pesados do Raw na outra. As partidas de qualificação para a Elimination Chamber do Raw começaram em 26 de janeiro de 2009 no episódio do Raw, no qual Kofi Kingston derrotou Kane, Rey Mysterio derrotou William Regal e Chris Jericho derrotou CM Punk. Mike Knox mais tarde se qualificaria ao vencer uma batalha real de seis homens em um evento ao vivo em 2 de fevereiro de 2009. Kane foi anunciado como o participante final pela gerente geral do Raw, Stephanie McMahon, em troca de Kane convencer o Undertaker a enfrentar Randy Orton em uma luta na semana seguinte no Raw. As lutas de qualificação para a Elimination Chamber do SmackDown começaram em 30 de janeiro de 2009 no episódio do Friday Night SmackDown, no qual The Undertaker derrotou Mark Henry; The Big Show derrotou Festus; e Triple H derrotou Vladimir Kozlov e The Great Khali em uma luta Triple Threat; A gerente geral do SmackDown, Vickie Guerrero, anunciou que, como Jeff Hardy perdeu o Campeonato da WWE para Edge no Royal Rumble, a cláusula de revanche de Hardy para o campeonato seria usada para incluí-lo na luta Elimination Chamber. Vladimir Kozlov, o último participante, venceu uma batalha real para se qualificar.
Depois que Randy Orton deu um soco no presidente da WWE, Vince McMahon, e ameaçou com ação legal (kayfabe) contra a promoção se ele fosse demitido, devido ao fato de ter vencido o Royal Rumble de 2009 e, portanto, ter garantido uma luta pelo Campeonato Mundial na WrestleMania 25. Então o filho de Vince, Shane, retaliou voltando e atacando Orton em 26 de janeiro de 2009 no Raw. Os advogados de Orton propuseram um desafio de Orton a Shane para uma luta No Holds Barred no No Way Out, que Shane aceitou.
Outra rivalidade da marca Raw rumo ao No Way Out foi entre Shawn Michaels e John "Bradshaw" Layfield (JBL). No pay-per-view da WWE em dezembro, Armageddon, Michaels estava envolvido em uma narrativa na qual anunciava que precisava de dinheiro para sustentar sua família e, portanto, havia concordado em trabalhar para a JBL. JBL começou a usar Michaels para ajudá-lo a se tornar o Campeão Mundial dos Pesos Pesados, mas todos os esforços de Michaels falharam. No episódio do Raw de 2 de fevereiro de 2009, JBL desafiou Michaels para uma luta no No Way Out, estipulando que se Michaels vencesse, ele seria dispensado do emprego de JBL com todo o dinheiro que JBL prometeu a ele, mas se Michaels perdesse, JBL teria obtido a posse do nome e imagem de Michaels.
A principal rivalidade da marca ECW era entre Jack Swagger e Finlay, que lutam pelo Campeonato da ECW. No episódio de 3 de fevereiro de 2009 da ECW, Finlay derrotou Swagger em uma luta sem título para entregar a este último sua primeira derrota em uma luta individual por pinfall em sua carreira na WWE. No dia seguinte, no WWE.com, foi anunciado que Swagger defenderia seu ECW Championship contra Finlay no No Way Out.

## Evento
| Papel:                    | Nome:                         |
| ------------------------- | ----------------------------- |
| Comentaristas em inglês   | Michael Cole (Raw)            |
| Comentaristas em inglês   | Jerry "The King" Lawler (Raw) |
| Comentaristas em inglês   | Jim Ross (SmackDown)          |
| Comentaristas em inglês   | Tazz (SmackDown)              |
| Comentaristas em inglês   | Todd Grisham (ECW)            |
| Comentaristas em inglês   | Matt Striker (ECW)            |
| Comentaristas em espanhol | Carlos Cabrera                |
| Comentaristas em espanhol | Hugo Savinovich               |
| Entrevistador             | Todd Grisham                  |
| Anunciadores de ringue    | Lillian Garcia (Raw)          |
| Anunciadores de ringue    | Justin Roberts (SmackDown)    |
| Anunciadores de ringue    | Tony Chimel (ECW)             |
| Árbitros                  | Charles Robinson              |
| Árbitros                  | Mike Chioda                   |
| Árbitros                  | Jack Doan                     |
| Árbitros                  | Marty Elias                   |
| Árbitros                  | Chad Patton                   |

Antes do evento ir ao ar ao vivo no pay-per-view, uma luta dark aconteceu na qual Melina derrotou Beth Phoenix para reter o Campeonato Feminino da WWE.

### Lutas preliminares
O evento abriu com a luta Elimination Chamber pelo Campeonato da WWE envolvendo Edge, Jeff Hardy, Triple H, The Undertaker, Big Show e Vladimir Kozlov. Edge e Hardy foram os dois primeiros participantes. Quase três minutos de luta, Edge tentou um Spear em Hardy, que imobilizou Edge com um Small Package para eliminá-lo. Kozlov entrou em #3, Big Show entrou em #4, Triple H entrou em #5 e Undertaker entrou em #6. Undertaker executou um Last Ride em Kozlov para eliminá-lo, tornando-se o primeiro homem na WWE a imobilizar Kozlov. Undertaker então superplexou o Big Show do esticador superior, após o qual Triple H executou um Pedigree no Big Show e Hardy executou um Swanton Bomb de um pod no Big Show. Triple H então derrotou Big Show para eliminá-lo. Undertaker executou um Tombstone Piledriver em Hardy para eliminá-lo. Undertaker executou um Tombstone Piledriver em Triple H, que colocou o pé na corda inferior para anular o pinfall em uma contagem de dois. Triple H executou um pedigree em Undertaker para uma quase queda. Triple H realizou um segundo Pedigree em Undertaker para ganhar o Campeonato da WWE pela oitava vez, seu 13º Campeonato Mundial no geral.
A segunda luta foi uma luta No Holds Barred entre Randy Orton e Shane McMahon. Durante a partida, uma lata de lixo, um esticador exposto e um Kendo Stick foram usados como armas. Shane atingiu Orton com um monitor de televisão, fazendo com que Orton sangrasse. Cody Rhodes e Ted DiBiase interferiram, atacando Shane. Rhodes tentou acertar Shane com uma cadeira, mas acidentalmente acertou Dibiase com a cadeira, permitindo que Shane executasse um DDT em Dibiase na cadeira. Shane executou um Coast-To-Coast em uma lata de lixo colocada na frente de Rhodes. Shane tentou um salto de fé em Orton através de uma mesa de anúncios, mas Orton evitou e Shane caiu na mesa de anúncios. Orton executou um Superplex em Shane através de uma mesa para uma quase queda. Orton executou um RKO em Shane para vencer a partida.
A terceira luta foi pelo Campeonato da ECW entre Jack Swagger e Finlay. Ao longo da partida, Hornswoggle, que estava no canto de Finlay, tentou distrair Swagger. Swagger executou um Gutwrench Powerbomb em Finlay para reter o título.
A quarta partida foi entre Shawn Michaels e John "Bradshaw" Layfield (JBL). Michaels aplicou Sweet Chin Music no JBL para vencer a partida.

### Evento principal
O evento principal foi uma luta Elimination Chamber pelo Campeonato Mundial dos Pesos Pesados, programada para envolver John Cena, Rey Mysterio, Chris Jericho, Kofi Kingston, Mike Knox e Kane. Antes da luta, Edge atacou Kingston, executou um Con-Chair-To nos degraus de aço sobre ele e se trancou em uma câmara, substituindo Kingston na partida. Jericho entrou em #1, Mysterio entrou em #2 e Kane entrou em #3. Kane foi eliminado por Mysterio após um Diving Seated Senton de uma cápsula de câmara. Knox entrou em # 4. Knox foi eliminado por Jericho após um Codebreaker. Edge entrou em # 5 e Cena entrou em # 6. Cena foi eliminado por Edge após um Codebreaker de Jericho, um 619 de Mysterio e um Spear de Edge. Jericho foi eliminado por Mysterio depois que Mysterio derrotou Jericho com um berço de perna dupla. Mysterio foi eliminado por Edge após um Spear, o que significa que Edge venceu a luta e o Campeonato Mundial de Pesos Pesados.

## Recepção
No Way Out foi geralmente bem recebido pela crítica. John Canton da TJR Wrestling avaliou o Campeonato da WWE e o Campeonato Mundial dos Pesos Pesados com 4,5 estrelas e 4 estrelas de 5 estrelas, respectivamente, estas são as duas partidas mais bem avaliadas do evento. O evento teve 272.000 compras, abaixo do número No Way Out de 2008 de 329.000 compras.

## Após o evento
Randy Orton continuou sua rivalidade com a família McMahon, depois de No Way Out. Na noite seguinte no Raw, Orton enfrentou Shane McMahon em uma luta não sancionada, antes que Cody Rhodes e Ted DiBiase tivessem que interferir na luta, após a interferência, Orton então deu um punted em Shane. Quando a gerente geral do Raw, Stephanie McMahon, veio verificar a condição de Shane e confrontar Orton, ele a atacou com um RKO, que trouxe o furioso Triple H ao ringue para verificar sua esposa e o levou a se vingar de Orton de qualquer maneira que ele poderia. No episódio do Raw de 2 de março, Orton (que foi o vencedor do Royal Rumble) foi incitado por Triple H a escolher enfrentá-lo no evento principal da WrestleMania 25 pelo Campeonato da WWE.
Também na mesma noite, após No Way Out, Edge revelou que entrou na segunda luta Elimination Chamber com a aprovação de sua esposa (kayfabe), a gerente geral do SmackDown, Vickie Guerrero. John Cena então invocou sua cláusula de revanche, mas Edge optou por não defender o título naquela noite e voltou ao SmackDown com ele. Cena e Edge foram finalmente contratados para se enfrentar em uma luta Triple Threat pelo Campeonato Mundial dos Pesos Pesados na WrestleMania com Big Show (que era aliado de Edge e Guerrero), como seu terceiro oponente.
Com a rivalidade encerrada, Shawn Michaels e John "Bradshaw" Layfield seguiram em direções diferentes. JBL passou a rivalizar com CM Punk pelo Campeonato Intercontinental, que ele venceu no Raw de 9 de março para se tornar o nono vencedor do Grand Slam na história da empresa. Michaels, por sua vez, começou uma rivalidade com The Undertaker em um esforço para marcar uma luta entre os dois para a WrestleMania, que acabou acontecendo.
No Way Out de 2009 foi o último No Way Out realizado até junho de 2012. Em setembro de 2009, a WWE fez uma enquete em seu site para decidir um novo nome para No Way Out. Elimination Chamber foi escolhido como o novo nome para o evento de fevereiro de 2010, mas a WWE por sua vez decidiu encerrar a cronologia do No Way Out com Elimination Chamber se tornando o novo PPV de fevereiro. No Way Out de 2009 também seria o último No Way Out a ocorrer durante uma divisão de marca, já que a primeira extensão de marca terminou em agosto de 2011.

## Resultados
| Nº                                          | Resultados                                                                         | Estipulações | Tempo |
| ------------------------------------------- | ---------------------------------------------------------------------------------- | --- | ----- |
| Dark                                        | Melina (c) derrotou Beth Phoenix                                                   | Luta individual pelo Campeonato Feminino da WWE | N/A   |
| 1                                           | Triple H derrotou The Undertaker, Jeff Hardy, Big Show, Vladimir Kozlov e Edge (c) | Luta Elimination Chamber pelo Campeonato da WWE | 35:55 |
| 2                                           | Randy Orton derrotou Shane McMahon                                                 | Luta No Holds Barred | 18:16 |
| 3                                           | Jack Swagger (c) derrotou Finlay (com Hornswoggle)                                 | Luta individual pelo Campeonato da ECW | 7:53  |
| 4                                           | Shawn Michaels derrotou John "Bradshaw" Layfield                                   | Luta individual Como Michaels venceu, ele foi dispensado de seu contrato de trabalho com JBL. Se JBL tivesse vencido, Michaels teria que ser um funcionário permanente da JBL. | 13:17 |
| 5                                           | Edge derrotou Rey Mysterio, Chris Jericho, John Cena (c), Mike Knox e Kane         | Luta Elimination Chamber pelo Campeonato Mundial dos Pesos Pesados | 29:46 |
| (c) – Refere-se aos campeões antes da luta. |                                                                                    | |       |

1. ↑  Antes da partida começar, Edge atacou Kofi Kingston e o substituiu na partida.

### Elimination Chamber entradas e eliminações (SmackDown)
| Eliminado | Lutador         | Entrada | Eliminado por  | Método                                                      | Tempo |
| --------- | --------------- | ------- | -------------- | ----------------------------------------------------------- | ----- |
| 1         | Edge (c)        | 1       | Jeff Hardy     | Pinado após um inside cradle                                | 03:00 |
| 2         | Vladimir Kozlov | 3       | The Undertaker | Pinado após um Last Ride                                    | 22:57 |
| 3         | Big Show        | 4       | Triple H       | Pinado após um Swanton Bomb de Hardy do topo de uma cápsula | 26:09 |
| 4         | Jeff Hardy      | 2       | The Undertaker | Pinado após um Tombstone Piledriver                         | 28:28 |
| 5         | The Undertaker  | 6       | Triple H       | Pinado após um Pedigree                                     | 35:55 |
| Vencedor  | Triple H        | 5       |                |                                                             |       |

### Elimination Chamber entradas e eliminações (Raw),
| Eliminado | Lutador       | Entrada | Eliminado por | Método                                              | Tempo |
| --------- | ------------- | ------- | ------------- | --------------------------------------------------- | ----- |
| 1         | Kane          | 3       | Rey Mysterio  | Pinado após um Seated Senton fora do topo de um pod | 09:37 |
| 2         | Mike Knox     | 4       | Chris Jericho | Pinado após um Codebreaker                          | 14:42 |
| 3         | John Cena (c) | 6       | Edge          | Pinado após um Spear                                | 22:22 |
| 4         | Chris Jericho | 2       | Rey Mysterio  | Pinado após um double leg cradle                    | 23:54 |
| 5         | Rey Mysterio  | 1       | Edge          | Pinado após um Spear                                | 29:46 |
| Vencedor  | Edge          | 5       |               |                                                     |       |